# 31594 Drewprevost
31594 Drewprevost è un asteroide della fascia principale. Scoperto nel 1999, presenta un'orbita caratterizzata da un semiasse maggiore pari a 2,4777034 UA e da un'eccentricità di 0,0915265, inclinata di 4,97237° rispetto all'eclittica.